# Bouteloua
Genre
Bouteloua est un genre de graminées de la famille des Poaceae. Son nom provient du nom des frères et botanistes espagnols Claudio et Esteban Boutelou.

## Liste d'espèces
Selon ITIS :
- Bouteloua americana (L.) Scribn.
- Bouteloua aristidoides (Kunth) Griseb.
- Bouteloua barbata Lag.
- Bouteloua breviseta Vasey
- Bouteloua chondrosioides (Kunth) Benth. ex S. Wats.
- Bouteloua curtipendula (Michx.) Torr.
- Bouteloua eludens Griffiths
- Bouteloua eriopoda (Torr.) Torr.
- Bouteloua gracilis (Willd. ex Kunth) Lag. ex Griffiths
- Bouteloua hirsuta Lag.
- Bouteloua juncea (Desv. ex Beauv.) A.S. Hitchc.
- Bouteloua kayi Warnock
- Bouteloua parryi (Fourn.) Griffiths
- Bouteloua radicosa (Fourn.) Griffiths
- Bouteloua ramosa Scribn. ex Vasey
- Bouteloua repens (Kunth) Scribn. & Merr.
- Bouteloua rigidiseta (Steud.) A.S. Hitchc.
- Bouteloua rothrockii Vasey
- Bouteloua simplex Lag.
- Bouteloua trifida Thurb.
- Bouteloua uniflora Vasey
- Bouteloua warnockii Gould & Kapadia